# Cryptotreta
Cryptotreta is een geslacht van insecten uit de familie van de Boorvliegen (Tephritidae), die tot de orde tweevleugeligen (Diptera) behoort.

## Soort
- C. cislimitensis Steyskal, 1977